# 한림대학교 강남성심병원
한림대학교 강남성심병원(翰林大學校 江南聖心病院)은 서울특별시 영등포구 신길로 1에 위치한 한림대학교 의료원 계열 종합병원이다.
1980년 1월 11일에 개원하였다.

## 연혁
- 1980년 1월 11일 병원 개원 (400병상, 내과 등 15개 진료과)
- 1993년 8월 1일 종합건강진단센터 개설 (제2별관)
- 2004년 5월 6일 신관 준공
- 2005년 1월 11일 별관 신축 건물 준공 및 개원

## 사진

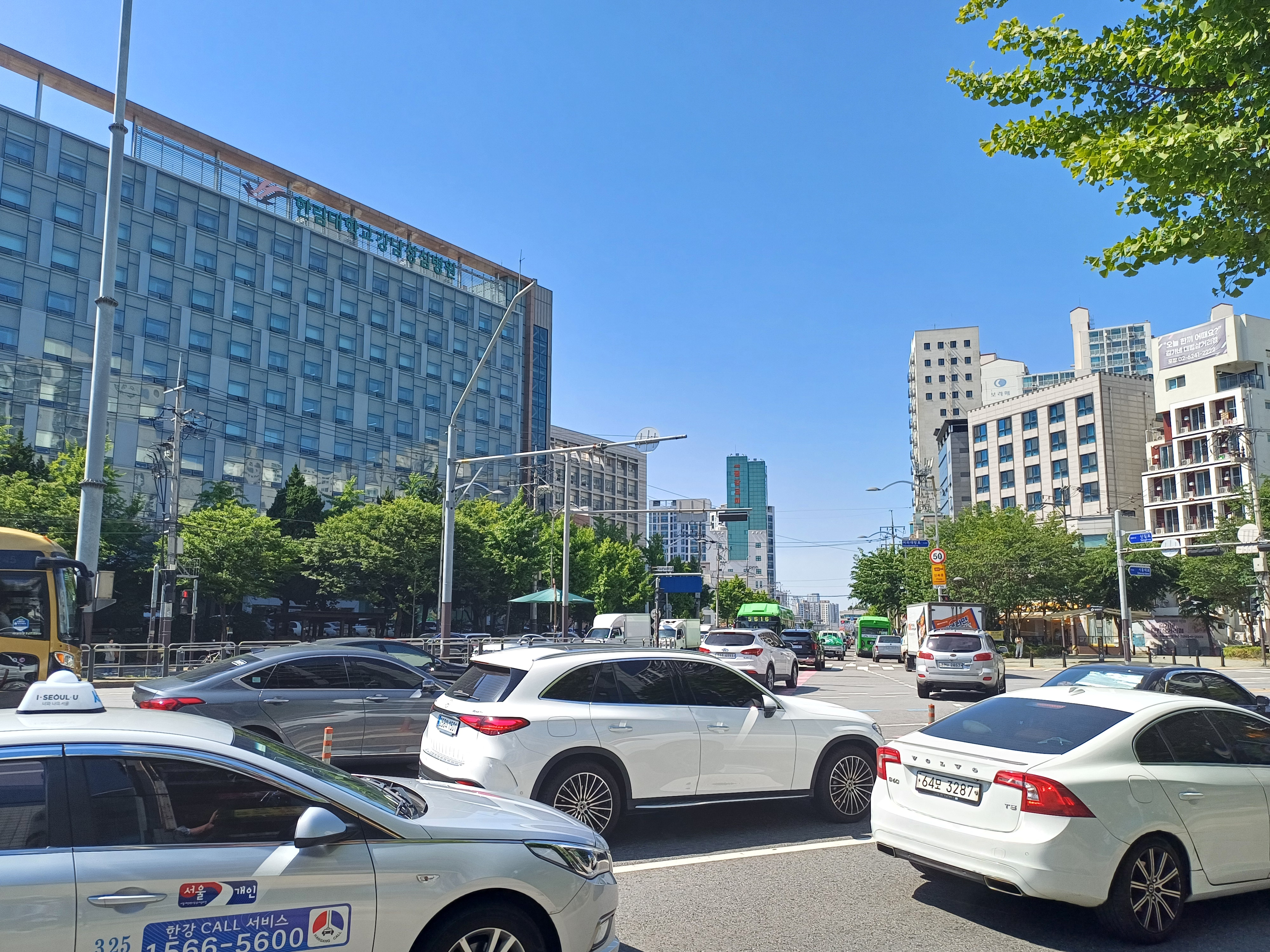
신길로, 여의대방로, 시흥대로 교차로에서 찍은 사진
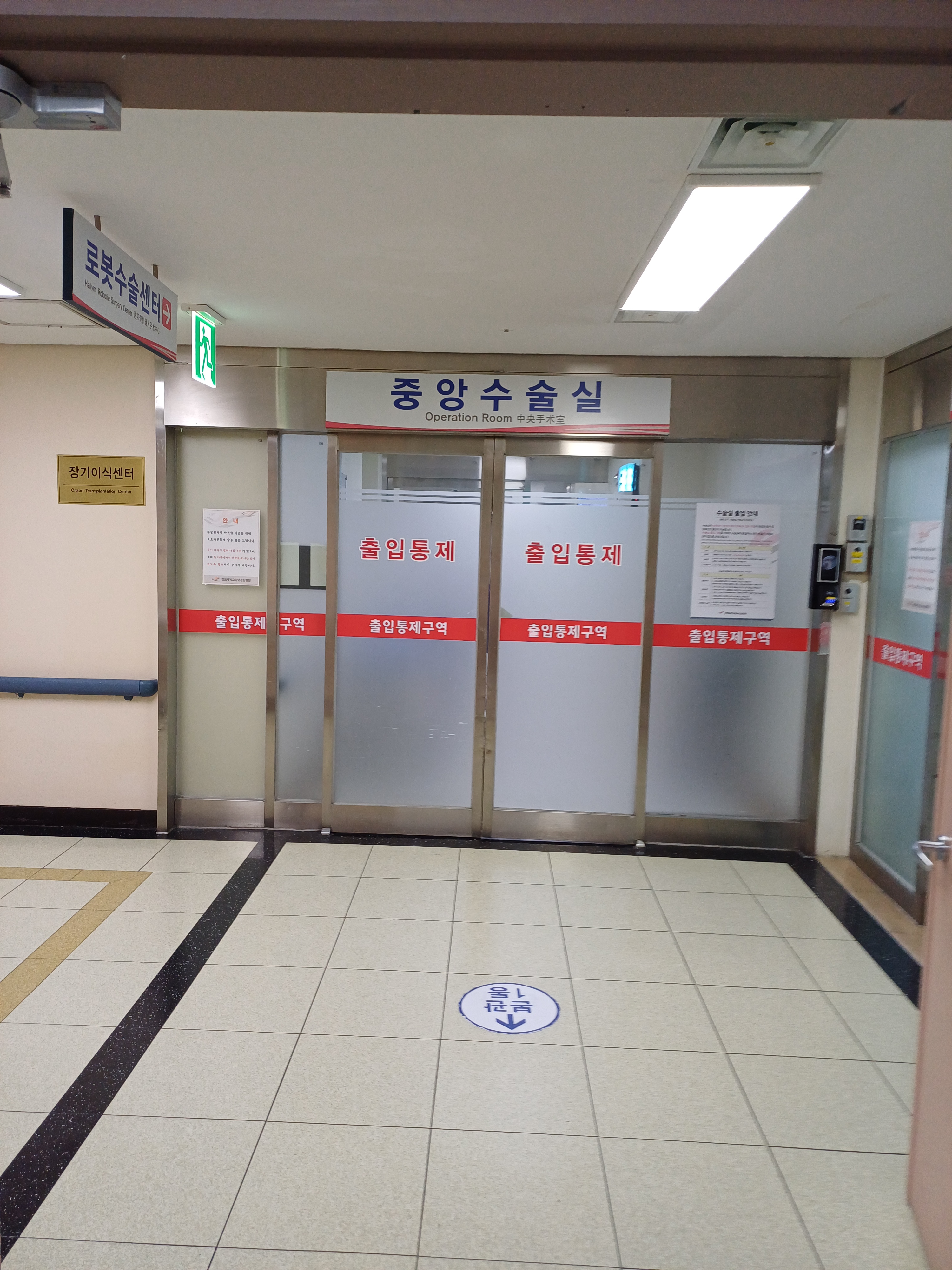
중앙수술실(응급실)

## 인접한 병원
- 대림성모병원 1분 거리

## 교통편
- ● 신안산선 대림삼거리역 (2026년 개통예정)